# Margherita Isnardi Parente
Margherita Isnardi Parente (* 4. Oktober 1928 in Catanzaro; † 16. November 2008 in Rom) war eine italienische Philosophin und Hochschullehrerin mit Schwerpunkt auf der Geschichte der antiken Philosophie.

## Leben
Isnardi Parente studierte an der Scuola Normale Superiore di Pisa sowie an der Sorbonne in Paris und der Universität Göttingen. Seit 1965 lehrte sie zunächst an der Universität Cagliari und ab 1974 an der Universität La Sapienza in Rom. Seit 1993 war sie korrespondierendes Mitglied der italienischen National-Akademie Accademia Nazionale dei Lincei.

## Werke
Isnardi Parente hat zahlreiche Studien zur antiken Philosophie vorgelegt, insbesondere zu Platon, zum antiken Platonismus und Neuplatonismus. Sie hat Neuausgaben der fragmentarisch überlieferten Schriften der Schüler Platons, Speusippos und Xenokrates herausgegeben, sowie der Werke von Epikur und einzelner Schriften von Plotin. Innerhalb der Platon-Forschung ist sie durch eine kritische Auseinandersetzung mit dem Deutungsansatz einer "Ungeschriebenen Lehre" bei Platon hervorgetreten. Dabei hat sie eine neue Edition von Platons Briefen vorgelegt (2002) und im Rahmen der Akademie-Abhandlungen der Accademia Nazionale dei Lincei die antiken Dokumente zu Platons Ungeschriebener Lehre textkritisch ediert (Testimonia Platonica. Per una raccolta delle principali testimonianze sui 'legomena agrapha dogmata' di Platone, 1997–1998). Des Weiteren hat sie sich mit der politischen Theorie der Neuzeit (u. a. Jean Bodin und Erasmus von Rotterdam) beschäftigt.
Biographische Reflexionen enthält ihr letztes Buch I mei Maestri (Meine Lehrer), welches im Jahre 2003 in der Schriftenreihe des Istituto Italiano per gli Studi Storici in Neapel erschienen ist. Darin finden sich Erinnerungen an ihren Vater Giuseppe Isnardi sowie an ihre akademischen Lehrer Guido Calogero, Mario Untersteiner, Rodolfo Mondolfo, Arnaldo Momigliano, Harold Cherniss u. a.

## Schriften (Auswahl)
- Techne, Momenti del pensiero greco da Platone ad Epicuro, Firenze: La Nuova Italia, 1966
- Filosofia e politica nelle lettere di Platone, Napoli: Guida, 1970
- Studi sull'Accademia platonica antica, Firenze: Olschki, 1979
- Introduzione a Plotino, Roma-Bari: Laterza, 1984
- Platone ed altri: lettere ai tiranni di Sicilia, Palermo: Sellerio, 1985
- L'eredità di Platone nell'Accademia antica, Milano: Guerini, 1989
- Filosofia e scienza nel pensiero ellenistico, Napoli: Morano, 1991
- Plotino, Enneadi, VI, 1-3 Testo greco, traduzione e commento. Napoli: Loffredo, 1994
- Il pensiero politico di Platone, Roma-Bari: Laterza, 1996
- Introduzione allo stoicismo ellenistico, Roma-Bari: Laterza, 1996
- Testimonia Platonica. Per una raccolta delle principali testimonianze sui 'legomena agrapha dogmata' di Platone, Roma: Atti della Accademia Nazionale dei Lincei, 1997–1998
- I miei maestri, Bologna, Il Mulino, 2003
- Rinascimento politico in Europa. Studi raccolti da Diego Quaglioni e Paolo Carta, Padova: Cedam, 2008